# Policàon
Policàon (en grec antic Πολυκάων), va ser, segons la mitologia grega, el fill petit de Lèlex i de Cleocària.
Com que no podia esperar una part del reialme del seu pare, ja que l'hereu era el seu germà Miles, va decidir, aconsellat per la seva dona Messene, conquerir un territori per a ell. Acompanyat de gent armada d'Argos i de Lacedemònia, va fundar la ciutat d'Andània i va colonitzar la regió del Peloponès coneguda com a Messènia, nom que va donar a aquell territori en honor de la seva dona.
Aquest Policàon s'ha de diferenciar de l'heroi que es va casar amb Evecme, la filla d'Hil·los i d'Íole.